# Junior Eurovision Song Contest 2023
La ventunesima edizione del Junior Eurovision Song Contest si è svolta il 26 novembre 2023, presso il Palais Nikaïa di Nizza, in Francia, in seguito alla vittoria di Lissandro nell'edizione precedente.
Il concorso si è articolato in un'unica finale condotta da Olivier Minne, Laury Thilleman e Ophenya, ed è stato trasmesso in 18 paesi. La durata totale del concorso è stata di circa 2 ore.
In questa edizione ha debuttato l'Estonia. La Germania ha confermato il proprio ritorno, mentre il Kazakistan e la Serbia hanno annunciato il loro ritiro.
A vincere il concorso è stata Zoé Clauzure, in rappresentanza della Francia, con la canzone Cœur, diventando così la seconda nazione ad aggiudicarsi la manifestazione per due edizioni consecutive, dopo la Polonia nel 2018 e nel 2019, e la seconda a vincere in casa dopo la Polonia, nel 2019.

## Organizzazione

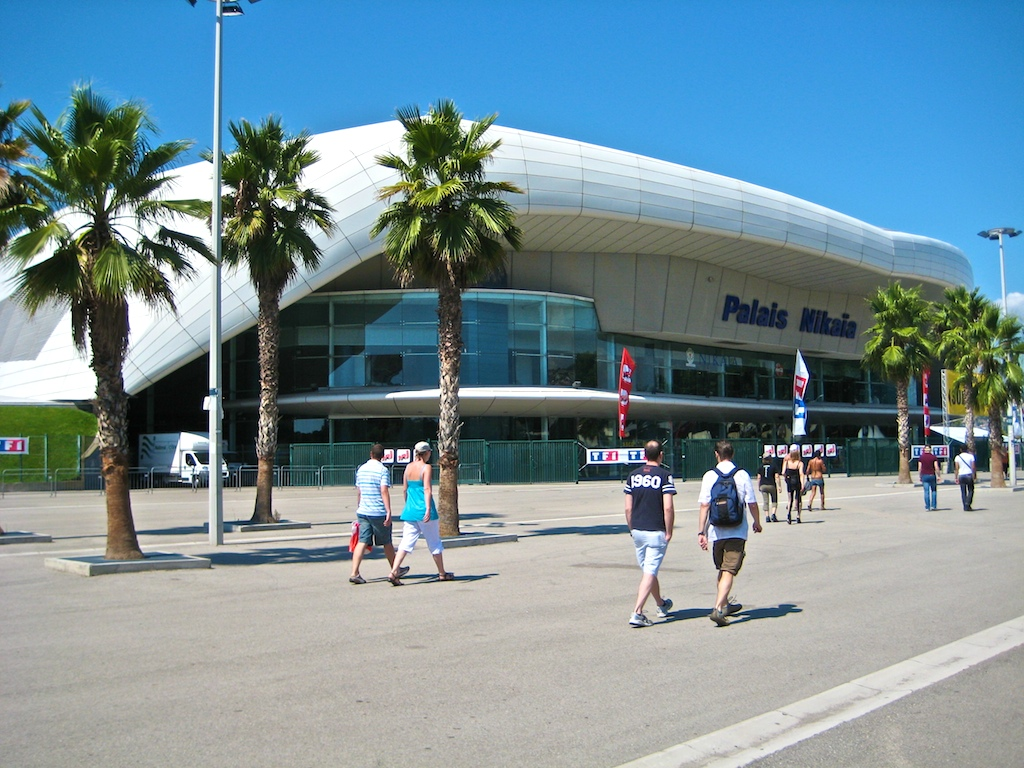
Il Palais Nikaïa, sede del Junior Eurovision Song Contest 2023

Nella conferenza stampa a seguito della vittoria di Lissandro, il capo delegazione francese Alexandra Redde-Amiel e la direttrice generale di France Télévisions Delphine Ernotte hanno annuncitato che l'emittente aveva intenzione di candidarsi per ospitare l'edizione 2023 del concorso, parlandone quindi con l'Unione europea di radiodiffusione (UER).
L'11 dicembre 2022 l'UER ha accolto la richiesta dell'emittente e ha comunicato che la Francia avrebbe ospitato la manifestazione nel 2023. Si tratta della seconda edizione della manifestazione canora che si svolge in Francia, dopo il Junior Eurovision Song Contest 2021.

### Scelta della sede
Il 3 aprile 2023 France Télévisions e l'UER hanno annunciato che l'evento si sarebbe tenuto nella città di Nizza all'interno del Palais Nikaïa, un impianto polivalente situato accanto allo Stadio Charles Ehrmann, utilizzato principalmente per concerti ed eventi sportivi.

### Logo e slogan
Il 10 maggio 2023, durante una conferenza stampa dedicata all'Eurovision Song Contest 2023 a Liverpool, è stato reso noto lo slogan di questa edizione, Heroes.
Il logo di questa edizione, presentato il successivo 29 agosto, rappresenta lo slogan stesso circondato da varie esplosione di colori ispirate alla street-art, che portano a simboleggiare un'idea di modernità multigenerazionale.

### Presentatori

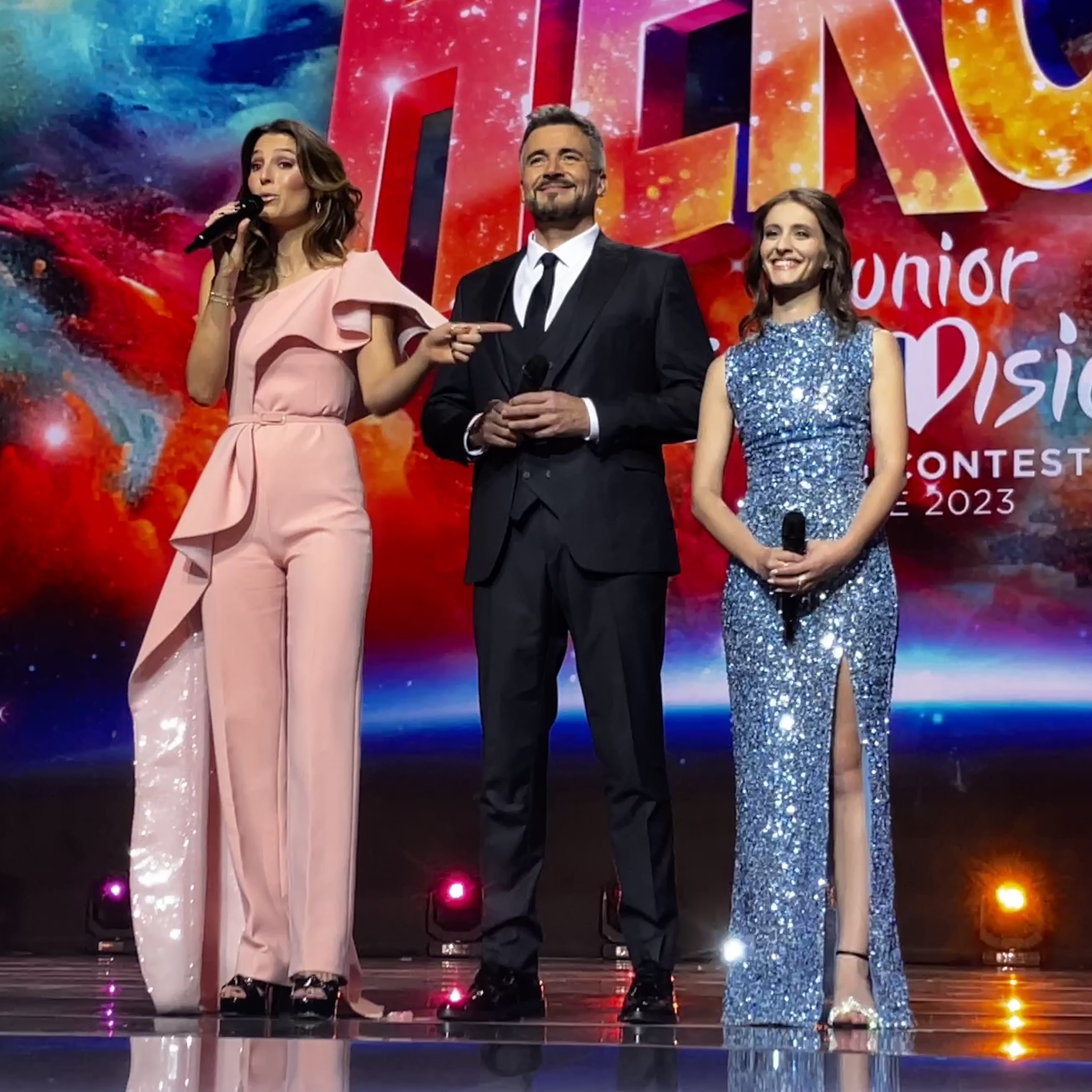
I tre presentatori dell'evento: Laury Thilleman, Olivier Minne e Ophenya

Il 27 settembre 2023, in concomitanza con la presentazione della scenografia, sono stati annunciati i presentatori di questa edizione: Olivier Minne e Laury Thilleman.
- Olivier Minne è un presentatore e giornalista franco-belga. Dopo aver debuttato come presentatore sull'emittente France 2, tra il 1995 al 1997 è stato il commentatore francese dell'Eurovision Song Contest; nel 1997 ha presentato per la televisione transalpina la 28ª edizione di Giochi senza frontiere. Ritorna a coprire il ruolo di presentatore della manifestazione dopo aver condotto l'edizione 2021.
- Laury Thilleman è una modella e presentatrice francese, vincitrice della 64ª edizione di Miss Francia e finalista della 60ª edizione di Miss Universo.

Il successivo 10 ottobre è stato annunciato che Ophenya, influencer francese principalmente attiva in cause di carattere sociale come la prevenzione del bullismo, della depressione e della violenza domestica, avrebbe curato i contenuti web della manifestazione.
Il 30 ottobre sono stati annunciati i presentatori della cerimonia d'apertura: Carla Lazzari, Manon Théodet, accompagnate da Laura Tenoudji e Ophenya.
- Carla Lazzari, nota come Carla, è una cantante francese conosciuta per aver rappresentato il paese al Junior Eurovision Song Contest 2019 con il brano Bim bam toi, oltre ad aver presentato l'edizione 2021.
- Manon Théodet è un'attrice e sceneggiatrice francese, nota principalmente come presentatrice su Okoo, canale televisivo di France Télévisions dedicato ai bambini.
- Laura Tenoudji è una giornalista francese nota per essere una delle presentatrici del Télématin sul canale France 2.

### Sistema di voto
Come nelle edizioni precedenti, il vincitore è stato decretato da una combinazione di voto delle giurie nazionali e voto online del pubblico. Il voto online è stato diviso in due fasi:
- la prima fase di votazione è stata aperta dal 24 novembre alle ore 20:00 fino alle 16:00 del 26 novembre, poco prima dell'evento dal vivo; il pubblico ha avuto la possibilità di votare le proprie tre canzoni preferite, tra cui quella del proprio paese, dietro una visione obbligatoria di un riepilogo generale di tutte le canzoni in gara e una visione facoltativa di un minuto di prove tecniche;
- la seconda fase della votazione, sempre online, è durata 15 minuti ed è partita dopo l'ultima esibizione delle canzoni in gara, come in un classico televoto.

Queste due fasi hanno inciso per il 50% sulla classifica finale, a cui sono stati sommati i voti delle giurie nazionali.

### Cartoline
Le cartoline sono dei video introduttivi di circa 40 secondi mostrate in TV, mentre sul palco vengono preparate le varie scenografie dei paesi in gara. Le registrazioni, organizzate da France Télévisions, sono partite a novembre 2023 a Nizza nelle varie località e siti della città. I seguenti luoghi sono stati utilizzati per le cartoline:
- Albania – Museo di Villa Massena
- Armenia – Promenade de Paillon
- Estonia – Teatro dell'Opera
- Francia – Rue Rossetti (Città Vecchia)
- Georgia – Carrousel Garibaldi
- Germania – Hôtel Negresco
- Irlanda – Place Masséna
- Italia – Teatro nazionale di Nizza
- Macedonia del Nord – Stadio di Fort Carré
- Malta – Quai Rauba Capeu
- Paesi Bassi – Promenade des Anglais
- Polonia – Palazzo comunale
- Portogallo – Castello di Crémât
- Regno Unito – Porto di Lympia
- Spagna – Tennis Club Nice Giordan
- Ucraina – Gare du Sud

## Stati partecipanti

Stati partecipanti
Stati che hanno partecipato in passato ma non nel 2023

Stati partecipanti
     Stati che hanno partecipato in passato ma non nel 2023
| Stato                   | Artista            | Brano                | Lingua              | Processo di selezione                                                                                              |
| ----------------------- | ------------------ | -------------------- | ------------------- | --- |
| Albania                 | Viola Gjyzeli      | Bota ime             | Albanese            | Junior Fest 2023, 22 settembre 2023                                                                                |
| Armenia                 | Yan Girls          | Do It My Way         | Armeno, inglese     | Interno, 25 ottobre 2023                                                                                           |
| Estonia                 | Arhanna            | Hoiame kokku         | Estone, inglese     | Interno, 29 agosto 2023 per l'artista; 16 ottobre 2023 per il brano                                                |
| Francia (organizzatore) | Zoé Clauzure       | Cœur                 | Francese            | Interno, 27 settembre 2023                                                                                         |
| Georgia                 | Anastasia & Ranina | Over the Sky         | Georgiano, inglese  | Ranina 2023, 10 giugno 2023 e selezione interna il 12 settembre 2023 per gli artisti; 15 ottobre 2023 per il brano |
| Germania                | Fia                | Ohne Worte           | Tedesco             | Junior ESC - Wer soll für Deutschland singen?, 18 settembre 2023 per l'artista; 13 ottobre 2023 per il brano       |
| Irlanda                 | Jessica McKean     | Aisling              | Irlandese           | Junior Eurovision Éire 2023, 8 ottobre 2023 per l'artista; 27 ottobre 2023 per il brano                            |
| Italia                  | Melissa & Ranya    | Un mondo giusto      | Italiano, inglese   | Interno, 4 ottobre 2023 per le artiste; 12 ottobre 2023 per il brano                                               |
| Macedonia del Nord      | Tamara Grujeska    | Kaži mi, kaži mi koj | Macedone, inglese   | Interno, cantante annunciata il 16 maggio 2023; 16 ottobre 2023 per il brano                                       |
| Malta                   | Yulan              | Stronger             | Inglese             | Malta Junior Eurovision Song Contest 2023, 12 agosto 2023 per l'artista; 16 ottobre 2023 per il brano              |
| Paesi Bassi             | Sep & Jasmijn      | Holding On to You    | Olandese, inglese   | Junior Songfestival 2023, 23 settembre 2023                                                                        |
| Polonia                 | Maja Krzyżewska    | I Just Need a Friend | Polacco, inglese    | Szansa na sukces - Eurowizja Junior 2023, 24 settembre 2023                                                        |
| Portogallo              | Júlia Machado      | Where I Belong       | Portoghese, inglese | The Voice Kids Portugal, 25 giugno 2023 per l'artista; 9 ottobre 2023 per il brano                                 |
| Regno Unito             | Stand Uniqu3       | Back to Life         | Inglese             | Interno, 19 ottobre 2023                                                                                           |
| Spagna                  | Sandra Valero      | Loviu                | Spagnolo            | Interno, cantante annunciata il 7 luglio 2023; 3 ottobre 2023 per il brano                                         |
| Ucraina                 | Anastasija Dymyd   | Kvitka               | Ucraino, inglese    | Nacvidbir 2023, 1º ottobre 2023                                                                                    |

## L'evento
La manifestazione si è svolta il 26 novembre 2023 alle 16:00 CET; vi hanno gareggiato 16 paesi. L'ordine di uscita è stato reso noto il 20 novembre.
L'evento è stato aperto dalla tradizionale sfilata delle bandiere accompagnata da una versione remix di Makeba, seguita poi dai partecipanti che si sono esibiti con la common song Heroes. Si sono esibiti inoltre Lissandro, vincitore dell'edizione precedente, con una versione rivisitata del brano Oh maman!, Amir Haddad, rappresentante della Francia all'Eurovision Song Contest 2016, con J'ai cherché e Il y a, ed infine, alcuni degli ex-rappresentanti della Francia alla manifestazione (Angelina, Valentina, Enzo e Lissandro) si sono esibiti con We Are the World, in collaborazione con The Non-Violence Project.
| Nº | Stato              | Artista            | Brano                | Punti | Posizione |
| -- | ------------------ | ------------------ | -------------------- | ----- | --------- |
| 01 | Spagna             | Sandra Valero      | Loviu                | 201   | 2         |
| 02 | Malta              | Yulan              | Stronger             | 94    | 10        |
| 03 | Ucraina            | Anastasija Dymyd   | Kvitka               | 128   | 5         |
| 04 | Irlanda            | Jessica McKean     | Aisling              | 42    | 16        |
| 05 | Regno Unito        | Stand Uniqu3       | Back to Life         | 160   | 4         |
| 06 | Macedonia del Nord | Tamara Grujeska    | Kaži mi, kaži mi koj | 76    | 12        |
| 07 | Estonia            | Arhanna            | Hoiame kokku         | 49    | 15        |
| 08 | Armenia            | Yan Girls          | Do It My Way         | 180   | 3         |
| 09 | Polonia            | Maja Krzyżewska    | I Just Need a Friend | 124   | 6         |
| 10 | Georgia            | Anastasia & Ranina | Over the Sky         | 74    | 14        |
| 11 | Portogallo         | Júlia Machado      | Where I Belong       | 75    | 13        |
| 12 | Francia            | Zoé Clauzure       | Cœur                 | 228   | 1         |
| 13 | Albania            | Viola Gjyzeli      | Bota ime             | 115   | 8         |
| 14 | Italia             | Melissa & Ranya    | Un mondo giusto      | 81    | 11        |
| 15 | Germania           | Fia                | Ohne Worte           | 107   | 9         |
| 16 | Paesi Bassi        | Sep & Jasmijn      | Holding On to You    | 122   | 7         |

| Pos. | Voto online        | Punti | Giuria             | Punti |
| ---- | ------------------ | ----- | ------------------ | ----- |
| 1    | Francia            | 92    | Francia            | 136   |
| 2    | Spagna             | 86    | Armenia            | 116   |
| 3    | Ucraina            | 83    | Spagna             | 115   |
| 4    | Germania           | 74    | Regno Unito        | 102   |
| 5    | Paesi Bassi        | 70    | Albania            | 70    |
| 6    | Armenia            | 64    | Polonia            | 69    |
| 7    | Regno Unito        | 58    | Paesi Bassi        | 52    |
| 8    | Polonia            | 55    | Malta              | 51    |
| 9    | Georgia            | 53    | Ucraina            | 45    |
| 10   | Albania            | 45    | Macedonia del Nord | 37    |
| 11   | Portogallo         | 45    | Italia             | 37    |
| 12   | Italia             | 44    | Germania           | 33    |
| 13   | Estonia            | 43    | Portogallo         | 30    |
| 14   | Malta              | 43    | Georgia            | 21    |
| 15   | Macedonia del Nord | 39    | Irlanda            | 8     |
| 16   | Irlanda            | 34    | Estonia            | 6     |

12 punti
| Nº | A           | Da                                               |
| -- | ----------- | ------------------------------------------------ |
| 4  | Armenia     | Germania, Macedonia del Nord, Malta, Regno Unito |
| 4  | Francia     | Irlanda, Paesi Bassi, Polonia, Spagna            |
| 4  | Spagna      | Estonia, Francia, Georgia, Italia                |
| 2  | Regno Unito | Albania, Ucraina                                 |
| 1  | Albania     | Portogallo                                       |
| 1  | Malta       | Armenia                                          |

## Giuria
Il 26 novembre 2023, poco dopo lo svolgimento della finale, l'UER ha reso nota la lista dei membri delle giurie nazionali (composte da tre adulti e due ragazzi), che hanno stilato parte della classifica durante l'evento.
- Albania: Andi Lazaj, David Kerri, Serxhio Hajdini, Anxhela Llaha, Izabela Veliaj
- Armenia: Artur Mnatsakanyan, Narek Stepanyan, Robert Koloyan, Iveta Mukuchyan, Sati Sargsyan
- Estonia: Gustav Kõrvits, Sven Lõhmus, Birgit Sarrap, Rebecca Toome, Sissi Nylia Benita
- Francia: Julien Benhamou, Thomas Wong Man Kan, Florence Boudaud, Linda Djadel, Chayma Bennacer
- Georgia: Anri Jokhadze, Davit Archvadze, Nestan Sinjikashvili, Lizi Kvirkvelia, Sandra Gadelia
- Germania: Alex Christensen, João Joel Fischbach, Janin Ullmann, Hannah June Ehlert, Malou Beling
- Irlanda: Cian O'Driscoll, Padraig Jack, Seán Ó Heanaigh, Clara Geraghty, Gráinne Bleasdale
- Italia: Andrea Devecchi, Francesco Ferrero, Maria Polidori, Chiara Cappello, Elisa Nali
- Macedonia del Nord: Ilija Karadakoski, Jovan Jakimovski, Trajko Jordanovski, Kristina Taleska Golemteova, Irina Davidovska
- Malta: Arthur Caruana, Daylin Cassar Randich, Matthew Caruana, Ryan Hili, Anneka Xerri
- Paesi Bassi: Niels Schlimback, Peter Natrop, Sam Terbraak, Marieke van Oostrum, Zoë Aries
- Polonia: Leon Olek, Piotr Matysik, Rafał Brzozowski, Aleksandra Radwan, Daria Malicka
- Portogallo: Nicolas Alves, Ricardo Fialho Jesus, Ana Elisa Rodrigues, Matilde Gonçalves Abreu, Teresa Ildefonso Lopes
- Regno Unito: Aaron Renfree, Joshua, Jamie Birkett, Ngunan Adamu, Kristen-Leigh
- Spagna: Alfred García, Carlos Higes, Gonzalo Hermida, Blanca Paloma Ramos Baeza, Martina Vencia Franco
- Ucraina: Artem Kotenko, Jurij Tkač, Antonina Matvijenko, Anastasija Bjelibova, Olena Topolja

## Stati non partecipanti
- Austria: il 26 maggio 2023 ORF ha annunciato che non aveva intenzione di debuttare in questa edizione.[39]
- Australia: il 2 agosto 2023 sia SBS che ABC hanno confermato che non avrebbero preso parte all'evento.[40]
- Azerbaigian: dopo aver discusso su un possibile ritorno,[41] il 1º agosto 2023 İTV ha confermato che non avrebbe preso parte all'evento.[42]
- Belgio: il 12 giugno 2023 VRT ha confermato che non avrebbe preso parte all'evento, non escludendo una possibile partecipazione in futuro.[43]
- Bielorussia: in seguito alla sospensione dell'emittente bielorussa BTRC dall'Unione europea di radiodiffusione, avvenuta il 1º luglio 2021, la nazione non dispone dei diritti di partecipazione e trasmissione del concorso fino al 2024.[44]
- Bulgaria: il 14 dicembre 2022 BNT ha confermato che non avrebbe preso parte all'evento.[45]
- Cipro: il 27 giugno 2023 CyBC ha confermato che non avrebbe preso parte all'evento.[46]
- Danimarca: il 12 dicembre 2022 DR ha confermato che non avrebbe preso parte all'evento, per concentrarsi sull'organizzazione del Melodi Grand Prix Junior.[47]
- Finlandia: il 25 maggio 2023 Yle ha confermato che non avrebbe debuttato in questa edizione.[48]
- Grecia: il 19 dicembre 2022 ERT ha confermato che non avrebbe preso parte all'evento.[49]
- Islanda: il 13 giugno 2023 RÚV ha confermato che non avrebbe debuttato in quest'edizione, lasciando aperta la speranza di una futura partecipazione.[50]
- Israele: il 27 giugno 2023 IPBC ha confermato che non avrebbe preso parte all'evento.[51]
- Kazakistan: il 6 giugno 2023 Khabar Agency ha confermato che non avrebbe preso parte all'evento. Tuttavia, ha confermato la trasmissione dell'evento, in vista del ritorno previsto per l'edizione 2024.[52]
- Lettonia: il 20 giugno 2023 LTV ha confermato che non avrebbe preso parte all'evento.[53]
- Lituania: il 29 maggio 2023 LRT ha confermato che non avrebbe preso parte all'evento.[54]
- Lussemburgo: il 6 giugno 2023 RTL ha confermato che non avrebbero debuttato in questa edizione, non escludendo una possibile partecipazione in futuro.[55]
- Moldavia: il 13 giugno 2023 TRM ha confermato che non avrebbe preso parte all'evento, confermando la possibilità di un possibile ritorno in futuro.[56]
- Norvegia: il 14 dicembre 2022 NRK ha confermato che non avrebbe preso parte all'evento.[57]
- Rep. Ceca: il 12 dicembre 2022 ČT ha confermato che non avrebbe debuttato in questa edizione, per concentrarsi sulla partecipazione all'Eurovision Song Contest 2023.[58]
- Romania: il 23 giugno 2023 TVR ha confermato che non avrebbe preso parte all'evento.[59]
- Russia: in seguito all'espulsione a tempo indeterminato di tutte le emittenti russe dall'Unione europea di radiodiffusione, avvenuta il 26 maggio 2022, la nazione non dispone dei diritti di partecipazione e trasmissione del concorso.[60]
- San Marino: il 21 giugno 2023 San Marino RTV ha confermato che non avrebbe preso parte all'evento.[61]
- Serbia: il 1º agosto 2023 Olivera Kovačević, redattore del programma di intrattenimento dell'emittente RTS, ha confermato che il paese non avrebbe preso parte all'evento.[62]
- Slovacchia: il 5 giugno 2022 RTVS ha confermato che non avrebbe debuttato in questa edizione.[63]
- Slovenia: il 26 maggio 2023 RTV SLO ha confermato che non avrebbe preso parte all'evento.[64]
- Svezia: il 26 maggio 2023 SVT ha confermato che non avrebbe preso parte all'evento.[65]
- Svizzera: il 26 maggio 2023 SRG SSR ha confermato che nessuna delle sue emittenti avrebbe preso parte all'evento, per concentrarsi sulla partecipazione all'Eurovision Song Contest 2024.[66]

## Portavoce
- Spagna: Juan Diego Álvarez (Portavoce anche nell'edizione precedente)
- Malta: Gaia Gambuzza (Rappresentante dello stato al Junior Eurovision Song Contest 2022)
- Ucraina: Zlata Dzjun'ka (Rappresentante dello stato al Junior Eurovision Song Contest 2022)
- Irlanda: Louisa McKean
- Regno Unito: Charlie Poissenot
- Macedonia del Nord: Sofija Ljubinskaja
- Estonia: Iris Ashton
- Armenia: Lino Mercier
- Polonia: Gabrysia Wojciechowicz
- Georgia: Mariam Bigvava (Rappresentante dello stato al Junior Eurovision Song Contest 2022)
- Portogallo: Chloé Baldakar
- Francia: Enzo Hilaire (Rappresentante dello stato al Junior Eurovision Song Contest 2021)
- Albania: Guilia Moulay
- Italia: Julia Wazne
- Germania: Vivienne Craig
- Paesi Bassi: Luna Sabella (Rappresentante dello stato al Junior Eurovision Song Contest 2022)

## Trasmissione dell'evento

### Televisione e radio
| Paese              | Emittente          | Stazione                                        | Commentatori                       | Note          |
| ------------------ | ------------------ | ----------------------------------------------- | ---------------------------------- | ------------- |
| Albania            | RTSH               | RTSH 1 RTSH Muzikë                              | Andri Xhahu                        | [ 67 ]        |
| Armenia            | ARMTV              | Armenia 1                                       | Hamlet Arakelyan Hrachuhi Utmazyan | [ 68 ]        |
| Estonia            | ERR                | ETV2                                            | Marko Reikop                       | [ 69 ]        |
| Estonia            | ERR                | ETV+                                            | Aleksandr Hobotov Julia Kalenda    | [ 69 ]        |
| Francia            | France Télévisions | France 2                                        | Stéphane Bern Carla Lazzari        | [ 70 ]        |
| Georgia            | GPB                | 1TV                                             | Nikoloz Lobiladze                  | [ 71 ]        |
| Germania           | ARD/ZDF            | KiKA                                            | Constantin "Consi" Zöller          | [ 72 ]        |
| Irlanda            | TG4                | TG4                                             | Sinéad Ní Uallacháin               | [ 73 ]        |
| Italia             | Rai                | Rai 1                                           | Mario Acampa                       | [ 74 ] [ 75 ] |
| Kazakistan         | KA                 | Khabar TV                                       | Erdana Erjýanuly Dınara Sádu       | [ 76 ]        |
| Lituania           | LRT                | LRT Televizija                                  | Ramūnas Zilnys                     | [ 77 ]        |
| Macedonia del Nord | MRT                | MRT 1                                           | Eli Tanaskovska                    | [ 78 ]        |
| Malta              | PBS                | TVM                                             | Nessuno                            | [ 79 ]        |
| Paesi Bassi        | NPO                | NPO 3 NPO Zapp                                  | Bart Arens Matheu Hinzen           | [ 80 ]        |
| Polonia            | TVP                | TVP1 TVP Polonia TVP ABC                        | Aleksander Sikora                  | [ 81 ] [ 82 ] |
| Portogallo         | RTP                | RTP1 RTP Internacional RTP África Rádio Zig Zag | Nuno Galopim Iolanda Ferreira      | [ 83 ] [ 84 ] |
| Regno Unito        | BBC                | BBC Two CBBC                                    | Lauren Layfield HRVY               | [ 85 ]        |
| Spagna             | RTVE               | La 1 TVE Internacional TVE 4K                   | Tony Aguilar Julia Varela          | [ 86 ] [ 87 ] |
| Ucraina            | UA:PBC             | Suspil'ne Kul'tura                              | Timur Mirošnyčenko                 | [ 88 ] [ 89 ] |

### Streaming
| Paese       | Piattaforma   |
| ----------- | ------------- |
| Germania    | Eurovision.de |
| Italia      | RaiPlay       |
| Paesi Bassi | NPO Start     |
| Portogallo  | RTP Play      |
| Regno Unito | BBC iPlayer   |
| Spagna      | RTVE Play     |
| Mondo       | YouTube       |

## Ascolti
| Paese       | Telespettatori | Share  | Note   |
| ----------- | -------------- | ------ | ------ |
| Estonia     | 62 482         | 13,93% | [ 90 ] |
| Francia     | 1 210 000      | 10,4%  | [ 91 ] |
| Irlanda     | 19 900         | 2,54%  | [ 92 ] |
| Italia      | 1 025 000      | 7,1%   | [ 93 ] |
| Lituania    | 83 700         | 8,3%   | [ 94 ] |
| Paesi Bassi | 221 000        | 1,4%   | [ 94 ] |
| Polonia     | 1 860 000      | 15,26% | [ 95 ] |
| Portogallo  | 256 000        | 7,3%   | [ 96 ] |
| Spagna      | 827 000        | 8,15%  | [ 97 ] |

### Annotazioni
1. ↑  Commento in lingua estone.
2. ↑  Commento in lingua russa.

### Fonti
1. ↑  (EN) Anthony Granger, France Télévisions Director General Confirms it will Host Junior Eurovision 2023, su eurovoix.com, 11 dicembre 2022. URL consultato l'11 dicembre 2022.
2. ↑  (EN) Junior Eurovision 2023 is heading to Nice!, su junioreurovision.tv, 3 aprile 2023. URL consultato il 3 aprile 2023.
3. ↑  (EN) Heroes of Junior Eurovision: The latest news on Nice 2023, su junioreurovision.tv, 10 maggio 2023. URL consultato l'11 maggio 2023.
4. 1 2  (EN) Revealed: The 16 countries participating in Junior Eurovision 2023, su junioreurovision.tv, 29 agosto 2023. URL consultato il 29 agosto 2023.
5. ↑  (EN) Junior Eurovision 2023: Stage and Hosts revealed!, su junioreurovision.tv, 27 settembre 2023. URL consultato il 27 settembre 2023.
6. ↑  (EN) France: Ophenya Digital Ambassador for Junior Eurovision 2023, su eurovoix.com, 10 ottobre 2023. URL consultato il 10 ottobre 2023.
7. ↑  (EN) Anthony Granger, 🇫🇷 Junior Eurovision 2023: Opening Ceremony Details Revealed, su eurovoix.com, 30 ottobre 2023. URL consultato il 1º novembre 2023.
8. ↑  (EN) Anthony Granger, Junior Eurovision 2023: Postcard Filming Commences in Nice, su eurovoix.com, 20 novembre 2023. URL consultato il 24 novembre 2023.
9. 1 2  (EN) Participants of Nice 2023, su junioreurovision.tv. URL consultato l'11 giugno 2023.
10. ↑  (EN) Emily Grace, Albania: Viola Gjyzeli to Junior Eurovision 2023, su eurovoix.com, 22 settembre 2023. URL consultato il 22 settembre 2023.
11. ↑  (EN) Armenia's Yan Girls complete the Junior Eurovision artist lineup, su junioreurovision.tv, 25 ottobre 2023. URL consultato il 25 ottobre 2023.
12. ↑  (EN) Anthony Granger, Estonia: Arhanna Sandra Arbma to Junior Eurovision 2023, su eurovoix.com, 29 agosto 2023. URL consultato il 29 agosto 2023.
13. ↑  (EN) Neil Farren, Estonia: Arhanna Releases "Hoiame Kokku", su eurovoix.com, 16 ottobre 2023. URL consultato il 16 ottobre 2023.
14. ↑  (EN) Zoé Clauzure flies the flag for France in Nice, su junioreurovision.tv, 27 settembre 2023. URL consultato il 27 settembre 2023.
15. ↑  (EN) Anthony Granger, Georgia: Anastasia Vasadze to Junior Eurovision 2023, su eurovoix.com, 10 giugno 2023. URL consultato l'11 giugno 2023.
16. ↑  (EN) Neil Farren, Georgia: Anastasia Vasadze, Nikoloz Kharati and Oto Bazerashvili to Junior Eurovision 2023, su eurovoix.com, 12 settembre 2023. URL consultato il 12 settembre 2023.
17. ↑  (EN) Neil Farren, Georgia: Anastasia & Ranina Release “Over the Sky”, su eurovoix.com, 15 ottobre 2023. URL consultato il 15 ottobre 2023.
18. ↑  (EN) Neil Farren, Germany: Fia to Junior Eurovision 2023, su eurovoix.com, 18 settembre 2023. URL consultato il 22 settembre 2023.
19. ↑  (DE) Junior ESC 2023: So lief das Voting für Deutschlands Act, su KiKA, 18 settembre 2023. URL consultato il 18 settembre 2023.
20. ↑  (EN) Neil Farren, Ireland: Jessica McKean to Junior Eurovision 2023, su eurovoix.com, 8 ottobre 2023. URL consultato il 9 ottobre 2023.
21. ↑  (EN) Neil Farren, Ireland: Jessica McKean Releases "Aisling", su eurovoix.com, 27 ottobre 2023. URL consultato il 27 ottobre 2023.
22. ↑   Junior Eurovision Song Contest | La Rai in gara con Melissa & Ranya, rivelazioni di The Voice Kids, su RAI Ufficio Stampa. URL consultato il 4 ottobre 2023.
23. ↑   Donato Cafarelli, Junior Eurovision 2023: "Un mondo giusto" è la canzone di Melissa e Ranya per l'Italia, su eurofestivalnews.com, 12 ottobre 2023. URL consultato il 12 ottobre 2023.
24. ↑  (EN) Anthony Granger, North Macedonia: Tamara Grujeska to Junior Eurovision 2023, su eurovoix.com, 16 maggio 2023. URL consultato il 16 maggio 2023.
25. ↑  (EN) Neil Farren, North Macedonia: Tamara Grujeska Releases "Kaži Mi, Kaži Mi Koj", su eurovoix.com, 16 ottobre 2023. URL consultato il 16 ottobre 2023.
26. ↑  (EN) Anthony Granger, Malta: Yulan Law to Junior Eurovision 2023, su eurovoix.com, 12 agosto 2023. URL consultato il 12 agosto 2023.
27. ↑  (EN) Anthony Granger, Malta: Yulan Law's "Stronger" Released, su eurovoix.com, 16 ottobre 2023. URL consultato il 16 ottobre 2023.
28. ↑  (EN) Neil Farren, Netherlands: Sep & Jasmijn to Junior Eurovision 2023, su eurovoix.com, 23 settembre 2023. URL consultato il 23 settembre 2023.
29. ↑  (EN) Anthony Granger, Poland: Maja Krzyżewska to Junior Eurovision 2023, su eurovoix.com, 24 settembre 2023. URL consultato il 24 settembre 2023.
30. ↑  (EN) Laura Ibrayeva, Portugal: Júlia Machado to Junior Eurovision 2023, su eurovoix.com, 26 giugno 2023. URL consultato il 26 giugno 2023.
31. ↑  (ES) José David López, Portugal lanza "Where I Belong", la canción que llevará Júlia Machado a Eurovisión Junior 2023, su escplus.es, 9 ottobre 2023. URL consultato il 9 ottobre 2023.
32. ↑  (EN) James Stephenson, United Kingdom: STAND UNIQU3 to Junior Eurovision 2023, su eurovoix.com, 19 ottobre 2023. URL consultato il 19 ottobre 2023.
33. ↑  (EN) Emily Grace, Spain: Sandra Valero to Junior Eurovision 2023, su eurovoix.com, 7 luglio 2023. URL consultato il 7 luglio 2023.
34. ↑  (EN) Neil Farren, Spain: Sandra Valero Releases "Loviu", su eurovoix.com, 3 ottobre 2023. URL consultato il 3 ottobre 2023.
35. ↑  (EN) Neil Farren, Ukraine: Anastasia Dymyd to Junior Eurovision 2023, su eurovoix.com, 1º ottobre 2023. URL consultato il 1º ottobre 2023.
36. ↑  (EN) Opening Ceremony and Junior Eurovision 2023 Running Order!, su junioreurovision.tv, 20 novembre 2023. URL consultato il 20 novembre 2023.
37. 1 2  (EN) Results of the Final of Nice 2023, su junioreurovision.tv. URL consultato il 26 novembre 2023.
38. ↑  (EN) Final of Nice 2023 – Jurors, su junioreurovision.tv. URL consultato il 6 agosto 2025.
39. ↑  (ES) David Carros, Austria no participará en Eurovisión Junior 2023, su ESCplus España, 26 maggio 2023. URL consultato il 27 maggio 2023.
40. ↑  (EN) Laura Ibrayeva, Australia: Will Not Return to Junior Eurovision in 2023, su eurovoix.com, 2 agosto 2023. URL consultato il 3 agosto 2023.
41. ↑  (EN) Laura Ibrayeva, Azerbaijan: Ictimai Yet to Decide on Junior Eurovision 2023 Participation, su eurovoix.com, 26 giugno 2023. URL consultato il 1º luglio 2023.
42. ↑  (EN) Laura Ibrayeva, Azerbaijan: Will Not Return to Junior Eurovision in 2023, su eurovoix.com, 1º agosto 2023. URL consultato il 1º agosto 2023.
43. ↑  (EN) Laura Ibrayeva, Belgium: VRT Rules Out Junior Eurovision 2023 Participation, su eurovoix.com, 12 giugno 2023. URL consultato il 13 giugno 2023.
44. ↑   Emanuele Lombardini, La tv bielorussa espulsa dalla EBU, addio (anche) all'Eurovision, su eurofestivalnews.com, 1º luglio 2021. URL consultato il 25 marzo 2022.
45. ↑  (EN) BNT Eurovision - There are no plans to participate in the contest. Best regards, su Twitter, 14 dicembre 2022. URL consultato il 2 gennaio 2023.
46. ↑  (EN) James Stephenson, Cyprus: CyBC Will Not Compete at Junior Eurovision 2023, su eurovoix.com, 27 giugno 2023. URL consultato il 27 giugno 2023.
47. ↑  (EN) James Washak, Denmark: Will Not Return to Junior Eurovision in 2023, su eurovoix.com, 12 dicembre 2022. URL consultato il 12 dicembre 2022.
48. ↑  (EN) Emily Grace, Finland: YLE Will Not Debut at Junior Eurovision 2023, su eurovoix.com, 25 maggio 2023. URL consultato il 25 maggio 2023.
49. ↑  (EN) The official  @ertofficial_ Instagram account has confirmed that Greece will not take part in the Junior Eurovision Song Contest 2023! Already four countries have confirmed their non-participation in the contest!, su Twitter, 19 dicembre 2022. URL consultato il 2 gennaio 2023.
50. ↑  (EN) James Stephenson, Iceland: RÚV Will Not Enter Junior Eurovision 2023, su eurovoix.com, 13 giugno 2023. URL consultato il 13 giugno 2023.
51. ↑  (EN) James Stephenson, Israel: KAN Confirms Absence from Junior Eurovision 2023, su eurovoix.com, 27 giugno 2023. URL consultato il 27 giugno 2023.
52. ↑  (EN) Kazakhstan: Khabar Withdraws from Junior Eurovision 2023, su eurovoix.com, 6 giugno 2023. URL consultato il 7 giugno 2023.
53. ↑  (EN) James Washak, Latvia: LTV Will Not Participate in Junior Eurovision 2023, su eurovoix.com, 20 giugno 2023. URL consultato il 21 giugno 2023.
54. ↑  (EN) Lithuania: LRT Rules Out Return to Junior Eurovision 2023, su eurovoix.com, 29 maggio 2023. URL consultato il 29 maggio 2023.
55. ↑  (ES) Fernando Nicolás Vidal, Luxemburgo no participará en Eurovisión Junior 2023, su escplus.es, 6 giugno 2023. URL consultato il 7 giugno 2023.
56. ↑  (EN) Laura Ibrayeva, Moldova: TRM Will Not Return to Junior Eurovision in 2023, su eurovoix.com, 13 giugno 2023. URL consultato il 13 giugno 2023.
57. ↑  (EN) News from Norway! @NRKno, the Nowegian national broadcaster, have confirmed that they will not take part in the Junior Eurovision Song Contest 2023 due to the cancellation of the Norwegian television song competition 'MGPjr' in 2023!, su Twitter, 14 dicembre 2022. URL consultato il 2 gennaio 2023.
58. ↑  (EN) Czech HoD confirms that Czech Republic won't participate in Junior Eurovision 2023, su imgur.com. URL consultato il 2 gennaio 2022.
59. ↑  (EN) Anthony Granger, Romania: TVR Will Not Participate in Junior Eurovision 2023, su eurovoix.com, 23 giugno 2023. URL consultato il 23 giugno 2023.
60. ↑  (EN) Anthony Granger, European Broadcasting Union Formally Suspends Russian Broadcasters, su eurovoix.com, 29 maggio 2022. URL consultato il 12 dicembre 2022.
61. ↑  (EN) Steven Heap, San Marino: San Marino RTV Will Not Participate in Junior Eurovision 2023, su eurovoix.com, 21 giugno 2023. URL consultato il 21 giugno 2023.
62. ↑  (EN) Laura Ibrayeva, Serbia: RTS Withdraws from Junior Eurovision, su eurovoix.com, 1º agosto 2023. URL consultato il 1º agosto 2023.
63. ↑  (EN) Laura Ibrayeva, Slovakia: RTVS Rules Out Eurovision 2024 Participation, su eurovoix.com, 5 giugno 2023. URL consultato il 5 giugno 2023.
64. ↑  (EN) James Stephenson, Slovenia: RTVSLO Will Not Return to Junior Eurovision in 2023, su eurovoix.com, 26 maggio 2023. URL consultato il 26 maggio 2023.
65. ↑  (ES) Fernando Nicolás Vidal, Suecia dice no a participar en Eurovisión Junior 2023 tras la victoria de Loreen, su escplus.es, 26 maggio 2023. URL consultato il 27 maggio 2023.
66. ↑  (EN) Emily Grace, Switzerland: Rule Out Junior Eurovision Return in 2023, su eurovoix.com, 26 maggio 2023. URL consultato il 26 maggio 2023.
67. ↑  (EN) James Stephenson, Albania: Andri Xhahu to be Albania's Commentator at Junior Eurovision 2023, su eurovoix.com, 25 novembre 2023. URL consultato il 25 novembre 2023.
68. ↑  (HY) Մանկական Եվրատեսիլ 2023. Հայաստանն այս տարի ներկայացնում է Yan Girls խումբը. Դիտեք մրցույթը նոյեմբերի 26-ին՝ ժամը 19:00-ին, Առաջինի ուղիղ եթերում, su instagram.com. URL consultato il 20 novembre 2023.
69. ↑  (EN) Neil Farren, Estonia: Junior Eurovision 2023 Commentators Revealed, su eurovoix.com, 16 novembre 2023. URL consultato il 16 novembre 2023.
70. ↑  (EN) Anthony Granger, France: Stéphane Bern and Carla to Commentate on Junior Eurovision 2023, su eurovoix.com, 27 settembre 2023. URL consultato il 28 settembre 2023.
71. ↑  (EN) Emily Grace, Georgia: Nikoloz Lobiladze Returns As Junior Eurovision Commentator, su eurovoix.com, 24 novembre 2023. URL consultato il 24 novembre 2023.
72. ↑  (EN) Neil Farren, Germany: Consi to Commentate on Junior Eurovision 2023, su eurovoix.com, 30 settembre 2023. URL consultato il 30 settembre 2023.
73. ↑  (GA) TG4 | Sceideal an Lae | Sceideal | Irish Television Chanel, Súil Eile, su TG4. URL consultato il 20 novembre 2023.
74. ↑   Al via le votazioni del Junior Eurovision Song Contest 2023, su Rai. URL consultato il 24 novembre 2023.
75. ↑  (EN) Rafaell Andersson, Italy: Junior Eurovision 2023 To Be Broadcast On Rai 1, su eurovoix.com, 24 novembre 2023. URL consultato il 24 novembre 2023.
76. ↑  (EN) Emily Grace, Kazakhstan: Junior Eurovision 2023 Commentators Announced, su eurovoix.com, 22 novembre 2023. URL consultato il 22 novembre 2023.
77. ↑  (EN) Anthony Granger, Lithuania: LRT to Broadcast Junior Eurovision for First Time Since 2011, su eurovoix.com, 13 novembre 2023. URL consultato il 13 novembre 2023.
78. ↑  (MK) MRT1 | неделя, 26 ноември 2023 г. | TvProfil, su tvprofil.com. URL consultato il 20 novembre 2023.
79. ↑  (EN) Get ready for the Junior Eurovision Song Contest final! Yulan will be owning the stage for Malta with the song Stronger on Sunday 26th November at 4pm.... URL consultato il 20 novembre 2023.
80. ↑  (EN) Emily Grace, Netherlands: Bart Arens and Matheu Hinzen Return As Junior Eurovision Commentators, su eurovoix.com, 22 novembre 2023. URL consultato il 22 novembre 2023.
81. ↑  (EN) Laura Ibrayeva, Poland: TVP Broadcasting Junior Eurovision 2023 Across Three Channels, su eurovoix.com, 21 ottobre 2023. URL consultato il 21 ottobre 2023.
82. ↑  (PL) Maciej Blazewicz, Eurowizja Junior 2023: Znamy wszystkie piosenki! Pierwsze typowania fanów. Kto wygra, które miejsce zajmie Maja Krzyżewska? Zmiany w polskiej ekipie – na scenie będzie skromniej, su dziennik-eurowizyjny.pl, 29 ottobre 2023. URL consultato il 12 novembre 2023.
83. ↑  (EN) Anthony Granger, Portugal: RTP Announces Junior Eurovision 2023 Broadcasting Plans, su eurovoix.com, 29 ottobre 2023. URL consultato il 29 ottobre 2023.
84. ↑  (EN) Anthony Granger, Portugal: Nuno Galopim & Iolanda Ferreira Commentating on Junior Eurovision 2023, su eurovoix.com, 23 novembre 2023. URL consultato il 23 novembre 2023.
85. ↑  (EN) Girl group STAND UNIQU3 to represent the UK at The Junior Eurovision Song Contest 2023 with song Back To Life, su BBC. URL consultato il 19 ottobre 2023.
86. ↑  (ES) David Carros, Eurovisión Junior 2023 se podrá ver en todo el mundo a través de TVE Internacional, su escplus.es, 16 novembre 2023. URL consultato il 16 novembre 2023.
87. ↑  (ES) Beatriz Cano Alcalá, Julia Varela y Tony Aguilar serán los comentaristas españoles de Eurovisión Junior 2023, su escplus.es, 19 novembre 2023. URL consultato il 19 novembre 2023.
88. ↑  (UK) Тімур Мірошниченко та Анна Тульєва стануть ведучими фіналу Нацвідбору на Дитяче Євробачення, su UA:PBC, 8 settembre 2023. URL consultato il 20 novembre 2023.
89. ↑  (EN) Anthony Granger, Ukraine: Timur Miroshnychenko Commentator For Junior Eurovision 2023, su eurovoix.com, 25 novembre 2023. URL consultato il 25 novembre 2023.
90. ↑  (EN) Neil Farren, Estonia: 62,482 Viewers for Junior Eurovision 2023, su eurovoix.com, 1º dicembre 2023. URL consultato il 29 dicembre 2023.
91. ↑  (EN) Anthony Granger, France: Just Over 1.2 Million Viewers for Junior Eurovision 2023, su eurovoix.com, 27 novembre 2023. URL consultato il 28 novembre 2023.
92. ↑  (EN) Neil Farren, Ireland: 19,900 Viewers for Junior Eurovision 2023, su eurovoix.com, 28 novembre 2023. URL consultato il 28 novembre 2023.
93. ↑   Alex Pigliavento, Junior Eurovision 2023: in poco più di 1 milione hanno seguito la diretta su Rai 1, su eurofestivalnews.com, 27 novembre 2023. URL consultato il 28 novembre 2023.
94. 1 2  (EN) Hugo Carabaña Menéndez, Viewing figures: The Junior Eurovision 2023's ratings across Europe, su esc-plus.com, 27 novembre 2023. URL consultato il 28 novembre 2023.
95. ↑  (EN) Neil Farren, Poland: Just Under 1.86 Million Viewers for Junior Eurovision 2023, su eurovoix.com, 28 novembre 2023. URL consultato il 28 novembre 2023.
96. ↑  (EN) James Washak, Portugal: Over 250,000 Viewers for Junior Eurovision 2023, su eurovoix.com, 27 novembre 2023. URL consultato il 28 novembre 2023.
97. ↑  (EN) Anthony Granger, Spain: 827,000 Viewers for the Junior Eurovision Song Contest 2023, su eurovoix.com, 27 novembre 2023. URL consultato il 28 novembre 2023.